# Dennis Wilt
Dennis Wilt (Enschede, 20 november 1969) is een Nederlandse weerman. Hij verwierf bekendheid als weerpresentator bij RTL Nieuws en sinds 2019 bij SBS6. In 2022 won hij Expeditie Robinson.

## Loopbaan
Wilt's carrière begon als luchtvaartmeteoroloog in 1994 bij de Koninklijke Luchtmacht waar hij ruim 7 jaar als beroepsofficier op diverse plaatsen in binnen- en buitenland heeft gewerkt. In deze periode was hij werkzaam op diverse vliegbases in Nederland maar leverde ook dagelijks weersverwachtingen aan Nederlandse piloten op buitenlandse missies. Ook gaf hij presentaties en cursussen aan de medewerkers.
Van 2001 t/m 2015 werkte Dennis Wilt als meteoroloog en presentator bij MeteoGroup Nederland (voorheen Meteo Consult) in Wageningen. In 2005 kwam hij voor het eerst op televisie toen hij het weerbericht verzorgde voor de nieuwe zender Talpa/Tien. 
Daarna was hij regelmatig te zien in het RTL Weer op RTL 4 en verzorgde hij tevens het weerbericht voor Goedemorgen Nederland, Omroep Gelderland, Qmusic, Radio 2, BNR Nieuwsradio en Sky Radio.
Sinds 2019 werkt Wilt exclusief voor Talpa Network. Hij presenteert de weerberichten in Hart van Nederland op SBS6 en is te horen op Sky Radio, waar in de ochtend- en middagspits een weerman aanschuift bij de nieuwslezer.
In 2022 was Wilt een van de deelnemers aan het 22e seizoen van het RTL 4-programma Expeditie Robinson. Uiteindelijk wist Wilt de finale te winnen en verkreeg daarmee de titel van Robinson 2022.